# Julius Fleischanderl
Julius Fleischanderl, född 24 april 1993, är en svensk skådespelare.
Fleischanderl har bland annat medverkat i TV-serierna Två systrar (TV-serie) från 2021 och Morden i Sandhamn (2022-2023). Han har även medverkat i filmen Sameblod från 2016.

## Filmografi (i urval)
- 2014 – Unga Sophie Bell
- 2016 – Sameblod
- 2020 – Cryptid (TV-serie)
- 2021 – Två systrar (TV-serie)
- 2022–2023 – Morden i Sandhamn (TV-serie)
- 2025 – Genombrottet (TV-serie)